# Android: Netrunner
Android: Netrunner è un gioco di carte di tipologia living card game realizzato da Richard Garfield e Lukas Litzsinger.

## Ambientazione
Il gioco è ambientato nello stesso universo in cui sono ambientati i giochi da tavolo Android e Android: Infiltration, ovvero un mondo futuristico di stile cyberpunk.
I vari Runner tentano di destabilizzare il sistema per motivi che variano dal profitto personale al tentativo di rivelare informazioni coperte dal segreto. Per fare ciò si infiltrano nei database di quattro potenti corporazioni: il leader mondiale nel settore della produzione di androidi ed intelligenza artificiale Haas-Bioroid, la Jinteki specializzata nelle biotecnologie, il conglomerato dei mass media NBN e il più importante costruttore del mondo Weyland Consortium.

## Meccaniche
Il gioco si differenzia dalla maggior parte degli altri giochi di carte per l'inusuale caratteristica di essere del tutto asimmetrico, ovvero i due giocatori hanno mezzi completamente diversi per poter ottenere i punti necessari per ottenere la vittoria. Anche le regole, le aree di gioco, i nomi e le tipologie delle carte e le varie fasi del turno cambiano radicalmente se si gioca dalla parte dei Runners o delle Corporazioni.
In dettaglio:
- Lo scopo del Runner è fare punti rubando le Carte Agenda della Corporazione. Per fare ciò deve attaccare ripetutamente i server nemici e superare le difese utilizzando carte "programma" (che rappresentano software usato per l'hacking nel cyberspazio così da rubare carte "agenda".
- Lo scopo della Corporazione è quello di fare punti facendo progredire fino allo sviluppo completo le varie carte "Agenda" dei propri server difendendole ad oltranza dagli attacchi del Runner tramite carte rappresentanti sistemi anti-intrusione, dette "Ice".

Entrambi i giocatori hanno a disposizione varie possibilità per agevolarsi e sfavorire l'avversario, ad esempio il Runner può causare cattiva pubblicità alla Corporazione favorendo le proprie incursioni mentre la Corporazione può effettuare operazioni di tracing per indebolire gli assalti del Runner.

## Storia editoriale

### Fantasy Flight Games
Il gioco è stato pubblicato dalla Fantasy Flight Games nel 2012 e riprende, migliorandole e ripulendole dai bug, le meccaniche del precedente gioco di carte collezionabili Netrunner dello stesso Garfield del 1996. L'editore e l'autore hanno deciso di spostare l'ambientazione all'interno dell'universo fittizio di Android (già utilizzato dalla FFG per ambientare due giochi da tavolo e diversi romanzi e graphic novel) per conferire interesse al titolo che al suo primo lancio non ebbe molto successo.
Nel 2012 il gioco ha vinto due Golden Geek Award del prestigioso sito BoardGameGeek nelle categorie Miglior gioco per due giocatori e Miglior gioco di carte.
In seguito al grande successo di critica e di pubblico sono state pubblicate diverse espansioni.
Il giorno 08/06/2018 la Fantasy Flight fa sapere, mediante un comunicato ufficiale, che essendo scaduti i diritti di produzione per il gioco, a partire dal 22 ottobre 2018, terminerà la produzione e diffusione del set base e di tutte le espansioni. A cascata anche i distributori, come nel caso della versione italiana edita dalla Asmodee Italia, non potranno stampare nuove copie localizzate e vendere solamente quelle a magazzino. In questo modo, l'ultima espansione deluxe (Reign and Reverie) seppur uscita in inglese, non è stata localizzata in italiano.

### Progetto NISEI
In seguito all'annuncio della FFG della fine della pubblicazione del gioco, un gruppo di fan si sono organizzati assieme ad artisti, playtester, esperti di metagame dando vita al progetto N. I. S. E. I. (Netrunner International Support & Expansion Initiative). La loro missione è quella di mantenere in vita il gioco dopo la fine dell'era FFG ufficiale. Il gruppo NISEI organizza tornei casual (noti come GNK), eventi competitivi nei negozi e campionati regionali, nonché si impegna nell'organizzazione di tornei a livello nazionale, continentale e mondiale. Il gruppo NISEI ha anche creato un nuovo System Core 2019, un core set aggiornato, e ha progettato un nuovo ciclo di carte, il ciclo Ashes, che al momento comprende il l'espansione Downfall uscita il marzo 2019 e l'espansione Uprising, attesa per la fine del 2019. Il gruppo di appassionati mantiene anche la lista delle carte vietate / limitate, la MWL (Most Wanted List), tenendo aggiornati i documenti delle regole e continuando la rotazione delle carte precedentemente pubblicate da FFG.

## Premi e riconoscimenti
- 2012 BoardGameGeek Golden Geek, Miglior gioco per due e miglior gioco di carte[3]